# 大宅広麻呂
大宅 広麻呂（おおやけ の ひろまろ）は、奈良時代の貴族。姓は朝臣。位階は従五位下。

## 経歴
聖武朝の神亀3年（726年）正月、路虫麻呂・阿倍粳虫・粟田馬養・田口家主・紀宇美らとともに正六位上から従五位下に昇叙する。
史書の中に登場する広麻呂の記述は以上であるが、「東大寺奴婢帳」と呼ばれる文書群の中には、大宅朝臣広麻呂が右京の5人、山背の28人、摂津の13人の合計46人の奴婢や良民を本来は自分の奴婢であると訴え、養老7年（717年）5月8日に、刑部省がこれを認めるという文書が3通残されている。問題となった奴婢は、天平12年（740年）8月22日から9月1日にかけて、刑部省からそれぞれの職への移や国への符として、大養徳国添上郡志茂郷の大宅朝臣加是麻呂の籍につけるように連絡されている。それらの移や符では、「故従五位下大宅朝臣広麻呂」と記されており、遅くとも、天平12年8月までに広麻呂はなくなっており、従五位下以上の昇叙はされていないことが分かる。また、加是麻呂は広麻呂の奴婢が自分の籍にはいっていないと訴えてもいる。このことから、加是麻呂は広麻呂の子として相続をしたものと思われ、後年、多数の奴婢を東大寺に施入している。

## 官歴
『続日本紀』による。
- 時期不詳：正六位上
- 神亀3年（726年） 正月21日：従五位下